# Български спортен тотализатор
Българският спортен тотализатор (съкратено БСТ) е специализирано държавно предприятие, което организира и провежда лотарийни, тото- и лотоигри и залагания за резултатите от спортни състезания.
БСТ започва своята дейност на 12 май 1957 г. с играта Спорт тото 1. На 29 декември същата година стартира и играта Спорт тото 2 „6 от 49“. Дистрибуционната мрежа на БСТ се състои от над 1500 пункта за приемане на залози, от които около 1400 са снабдени с терминални устройства, а заедно с възможността за приемане на залози за игрите в пощенски офиси, общият брой на точките в мрежата е малко над 1800. БСТ спонсорира и организира различни спортни мероприятия, подпомага българското участие в Олимпийските игри, световни и европейски първенства, национални състезания и е основен спонсор на Министерството на физическото възпитание и спорта и Българския олимпийски комитет. БСТ е член на основните международни хазартни асоциации - Световна лотарийна организация (WLA) и Европейски лотарии (EL).

## Хронология
- 12 май 1957 г.: Започва играта Спорт тото 1.
- 29 декември 1957 г.: Започва играта Спорт тото 2 „6 от 49“.
- 20 тираж 1958 г.: Въведено е допълнително число с право на печалба в играта „6 от 49“.
- 42 тираж 1960 г.: Въведено е теглене на две допълнителни числа в играта „6 от 49“.
- септември 1975 г.: Започва излъчването на тиражите по Българската национална телевизия.
- септември 1975 г.: Експериментално се въвежда играта „10 от 10“ с една печеливша група и залог 20 стотинки. Играта се провежда веднъж месечно до края на 1968 г., а след това до 1992 г. – два пъти месечно.
- 15 юли 1989 г.: Започва новата игра на Тото 2 „5 от 35“.
- 1992 г.: Провежда се талонна игра „Шанс за всички“.
- 1992 г.: Експериментално се провежда играта „Троен експрес“ от конно-спортния тотализатор.
- 1993 г.: Премахва се ограничението в играта „6 от 49“, като вече се изплаща целият натрупан джакпот.
- 1993 г.: Извършва се електронизация и компютризация на БСТ. Въвеждат се терминали за приемане на фишовете, а обработката на постъпленията и печалбите се извършва с компютърна система.
- 30 тираж 1993 г.: Въвежда се играта на Тото 2 „6 от 42“, с максимална печалба от набрана сума 2 милиона лева.
- 18 септември 1993 г.: Въвеждат се по три тегления за всички игри на тото 2.
- 1997 – 1999 г.: Провеждат се моментни талонни игри – „Зодиак“, „Два диагонала“, „Щастливи петици“, „Честит празник“. Те са обединени под името „Тото шанс за всички“.
- 63 тираж 1999 г.: Въвежда се играта „Тото джокер“ – игра за познаване на позицията и съответната цифра от фабричния номер на фиша за всички видове игри на БСТ.
- 2000 г.: Предлагат се две нови талонни игри – „Зодиак + 6/45“ и „Скорости + 6/43“.
- 42 тираж 2001: Въвежда се „Каръшки тираж“ – всеки неделен тираж до края на годината се тегли по една допълнителна печалба между всички фишове, в които има поне една комбинация без улучено нито едно число от трите тегления за игрите на Тото 2.
- 66 тираж 2002: Въвежда се играта „Втори тото шанс“ – раздават се допълнителни парични и предметни печалби чрез изтегляне на фабричния номер на фиша за всички видове игри на Тото 2.
- 21 януари 2013 г.: Въведена е нова компютърна система за приемане и обработка на залозите за участие в игрите, а успоредно с това нови, еднопластови фишове, както и квитанции, удостоверяващи валидността на залога.
- 17 Август 2014 г.: Започва новата игра на Тото 2 "Зодиак".
- 2017 г.: Започва новата игра на Тото 2 "Рожден Ден"